# Liebliche Weigelie
Die Liebliche Weigelie (Weigela florida) ist eine Pflanzenart aus der Familie der Geißblattgewächse (Caprifoliaceae). Das natürliche Verbreitungsgebiet liegt in China, Korea und Japan. Die Art wird sehr häufig als Zierstrauch verwendet.

## Beschreibung

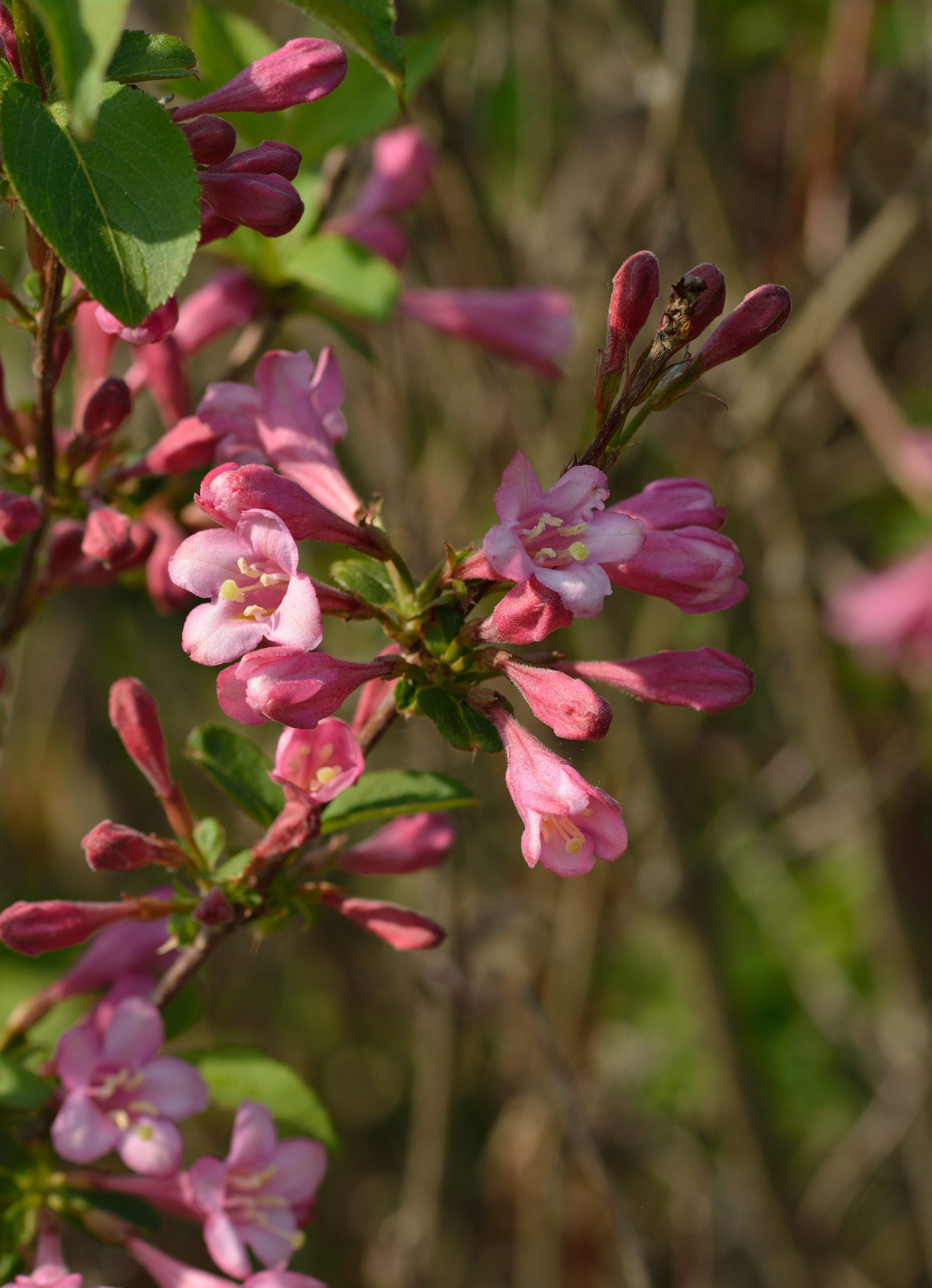
Blütenstand

Die Liebliche Weigelie ist ein laubabwerfender, 2 bis 3, selten auch 4 Meter hoher, aufrechter Strauch mit grauer Rinde. Junge Zweige haben zwei Streifen mit kurzen, feinen Haaren entlang der Internodien.  Die Winterknospen sind spitz mit drei bis vier Schuppen bedeckt und häufig glatt. 
Die gegenständigen Laubblätter sind sitzend bis kurz gestielt. Die Blattspreite ist einfach, 5 bis 10 Zentimeter lang, eiförmig bis verkehrt-eiförmig oder elliptisch, lanzettlich, spitz bis zugespitzt, mit gesägtem bis gekerbtem Rand und spitzer bis gerundeter Basis. Die Blattoberseite ist spärlich und entlang der Blattadern dichter behaart. Die Unterseite ist dicht flaumig bis filzig behaart und verkahlend.
Die zwittrigen und fünfzähligen Blüten erscheinen achselständig, einzeln oder zu dritt bis viert in zymösen Blütenständen. Die Blütenstandsachse und die Blütenstiele sind kahl bis rauhaarig. Der Blütenkelch am stielartigen, leicht behaarten, 1–1,5 Zentimeter langen Blütenbecher ist etwa 1–1,3 Zentimeter lang. Die Kelchröhre ist schmal-zylindrisch und spärlich flaumig behaart. Die kurzen, ungleichen Kelchzipfel sind eiförmig bis -lanzettlich. Die Blütenkrone ist trichterförmig-glockig, 3 bis 4 Zentimeter lang, 2 Zentimeter breit, rosafarben bis dunkelrosafarben und außen spärlich flaumig behaart. Die innen leicht behaarte Kronröhre ist unterseits schmal und weitet sich dann, die kurzen, dachigen Kronzipfel sind ausgebreitet und leicht ungleich. Die freien Staubblätter oben in der Kronröhre sind kürzer als die Blütenkrone, die Staubbeutel sind gelb. Der unterständige und zweikammerige Fruchtknoten besitzt oben eine gelbgrüne Drüse (Nektarium) und einen langen, schlanken Griffel. Die breite, schildförmige  Narbe ist zweilappig. 
Als Früchte werden kleine, schmale, zylindrische, 1,5 bis 2,5 Zentimeter lange, spärlich behaarte, vielsamige und holzige, septizide, geschnäbelte Kapseln mit einem kurzen Schnabel gebildet. Die kleinen Samen haben fast keinen Flügel. Die Liebliche Weigelie blüht von April bis August, die Früchte reifen im Oktober.
Die Chromosomenzahl beträgt 2n=36.

## Verbreitung
Das natürliche Verbreitungsgebiet liegt in den chinesischen Provinzen Heilongjiang und Henan, im Norden von Jiangsu, in Jilin, Liaoning, Shaanxi, im Norden von Shandong, in Shanxi und in der Inneren Mongolei; in Japan auf Kyushu und in Korea. Die Liebliche Weigelie wächst in Mischwäldern und Dickichten in Höhen von 100 bis 1500 Metern auf frischen bis feuchten, schwach sauren bis alkalischen, nährstoffreichen Böden an sonnigen bis lichtschattigen Standorten. Die Art ist frosthart. Sie wird der Winterhärtezone 5b zugeordnet mit mittleren jährlichen Minimaltemperaturen von −26,0 bis −23,4 °C (−15 bis −10 °F).

## Systematik
Die Liebliche Weigelie (Weigela florida) ist eine Art aus der Gattung der Weigelien (Weigela) in der Familie der Geißblattgewächse (Caprifoliaceae). Dort wird die Gattung der Unterfamilie Diervilloideae zugeordnet. Die Art wurde von Alexander von Bunge 1835 als Calysphyrum floridum (Basionym) erstmals wissenschaftlich beschrieben. Alphonse Pyrame de Candolle stellte die Art 1839 in die Gattung Weigela. Calysphyrum wird heute synonym für Weigela verwendet. Weitere Synonyme der Art sind Weigela rosea Lindl. und Diervilla florida (Bunge) Siebold & Zucc. Das Artepitheton florida stammt aus dem Lateinischen und bedeutet „reichblühend“.

## Verwendung
Die Liebliche Weigelie wird sehr häufig wegen der dekorativen Blüten als Zierstrauch verwendet.
Es werden mehrere Kultivare unterschieden – darunter:
- 'Alba' mit weißen Blüten[6]
- 'Foliis Purpureis' oder 'Purpurea' mit purpurrosa Blüten und tief braunroten Blättern
- 'Ruby Queen' mit rosaroten Blüten mit hellen Staubblättern und tief dunkelroten bis braunroten Blättern
- 'Suzanne' mit hellrosafarbenen Blüten und frischgrünen und schmal und cremeweiß gesäumten Blättern

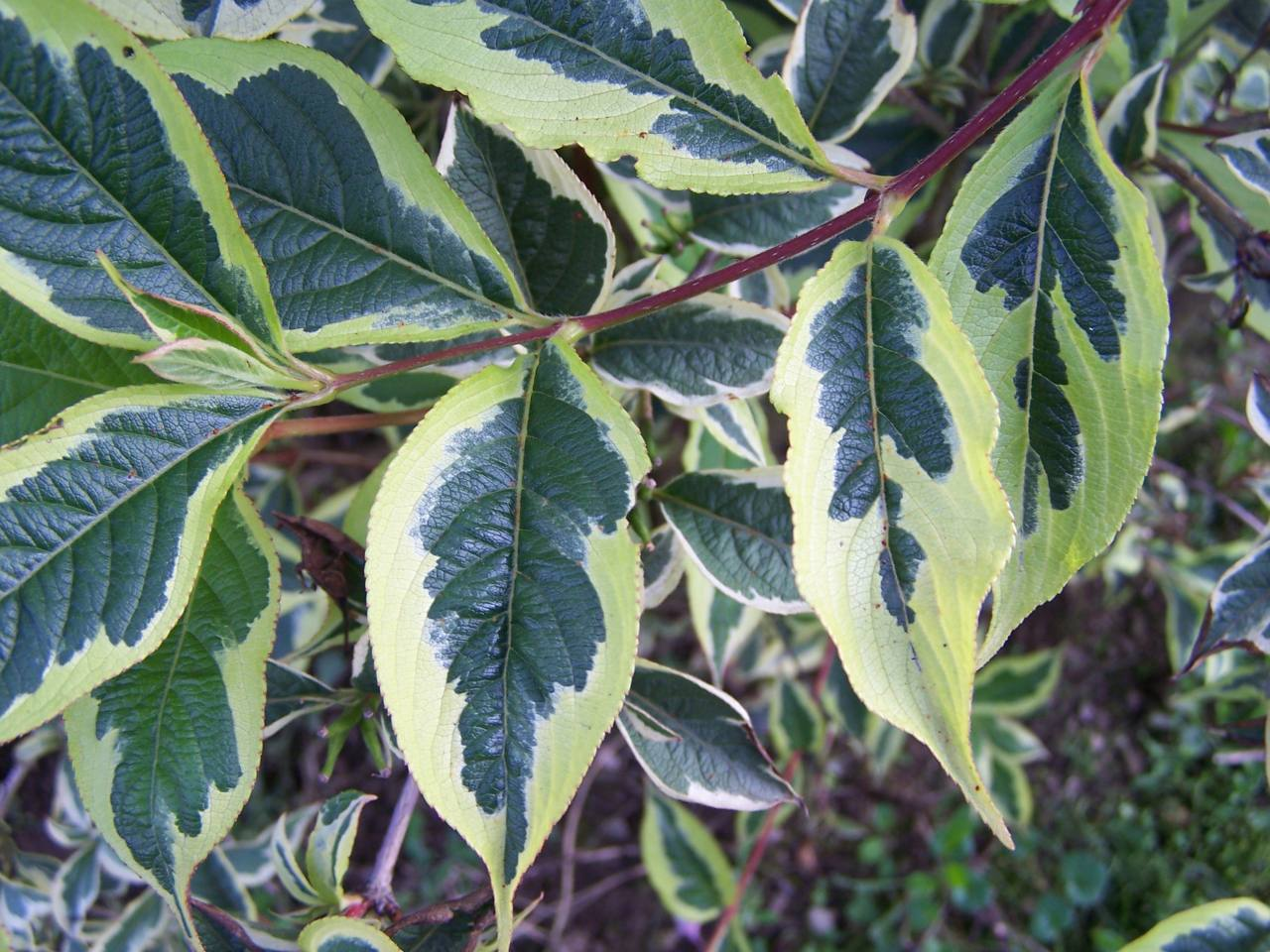
Blätter der Sorte 'Variegata'

- 'Variegata' mit tief rosafarbenen Blüten und grünen, gelblich weiß gesäumten Blättern
- 'Victoria' mit purpurroten, innen purpurrosafarbenen und klein gelb gefleckten Blüten und bronzefarbenen bis purpurbraunen, lange haftenden Blättern[2]